# Georges Perec
Georges Perec (7. března 1936, Paříž – 3. března 1982, Ivry-sur-Seine, Francie) byl francouzský spisovatel. Pocházel z polské židovské rodiny a již v dětství přišel o oba rodiče (otec zahynul v řadách francouzské armády v bojích 2. světové války, matka v koncentračním táboře Osvětim). Matka ho roku 1941 nechala pokřtít, pofrancouzštěla jeho jméno z Peretz na Perec a odeslala ho vlakem Červeného kříže do Villard-de-Lans. Tím mu zřejmě zachránila život. Po válce se Perec vrátil do Paříže a byl adoptován sestrou svého otce. S válečnými zážitky se vyrovnával na psychoterapii u Françoise Dolto, léčení podstoupil roku 1949. Roku 1956 podstoupil rovněž psychoanalýzu u Michela de M'Uzana.

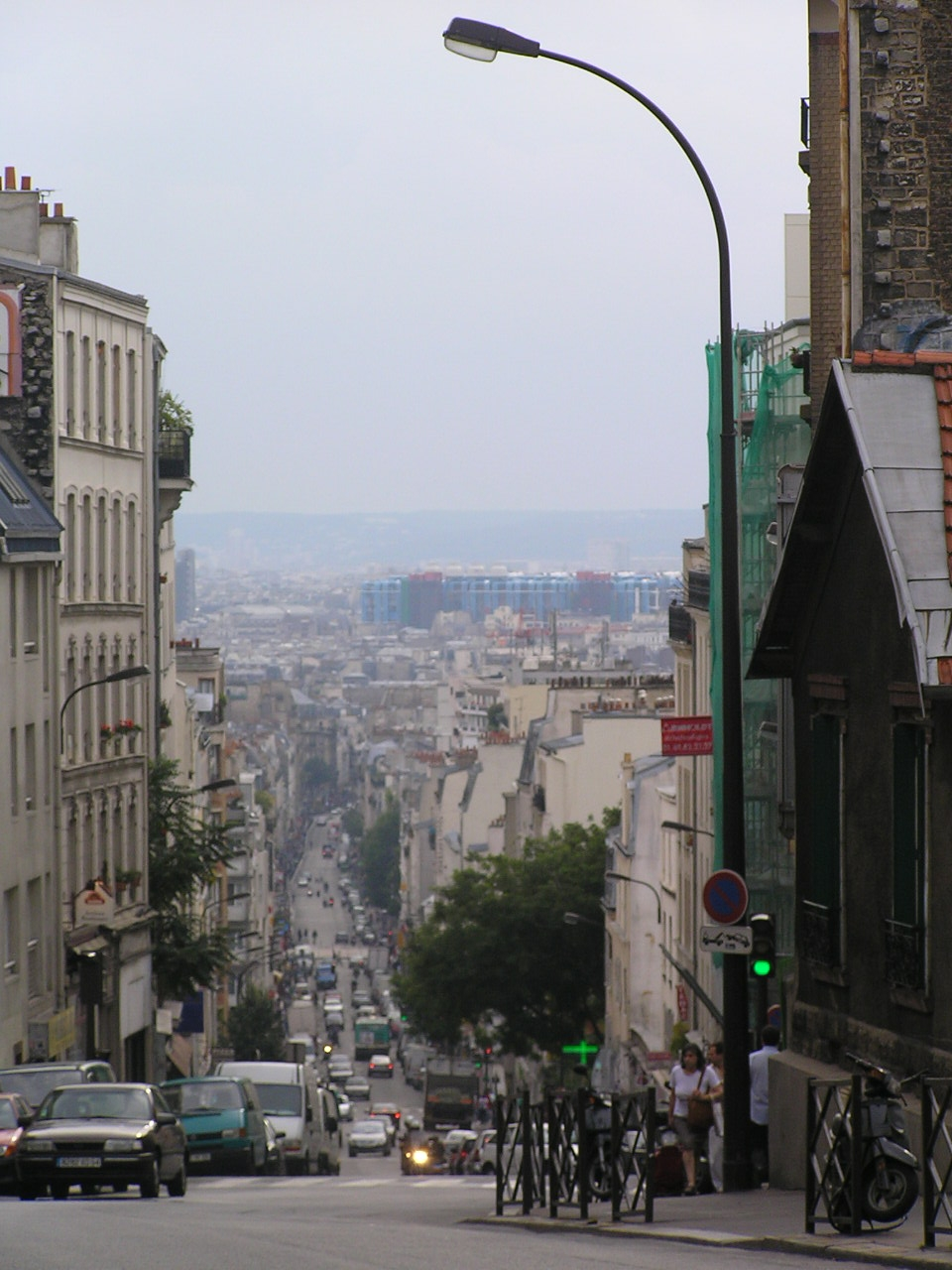
Pařížská ulice Rue de Ménilmontant, kde Perec prožil své dětství

## Dílo
Byl členem literární skupiny Oulipo (spolu Raymondem Queneau či Italem Calvinem). Skupina se zaměřovala na literární experimentátorství – jeho román La Disparition byl například napsán bez užití písmene "e", jež je ve francouzštině ještě frekventovanější než v jiných jazycích. Na princip knihy neupozornil a dobová kritika si ho vůbec nepovšimla. Na to reagoval vydáním dalšího experimentálního textu Les revenentes, kde písmeno "e" bylo naopak jedinou užitou samohláskou. Již první román Les Choses (Věci) zaznamenal poměrně úspěch, když získal Renaudotovu cenu. Zlomem v jeho kariéře se však stal rok 1978, kdy vydal román La Vie mode d'emploi (česky: Život: návod k použití), která zaznamenala takový úspěch, že mohl opustit své zaměstnání (vědeckého dokumentátora) a věnovat se literatuře. Román má složitou strukturu, čtenáři jsou kvůli tomu nabídnuty i různé mapky a grafy, aby se v textu lépe orientoval. Kniha získala cenu Médicis a roku 1999 ji čtenáři deníku Le Monde zvolili 43. nejdůležitější knihou 20. století. V roce 1974 s Bernardem Queysannem natočil filmovou adaptaci své knihy Un homme qui dort.